# Ban (informatyka)

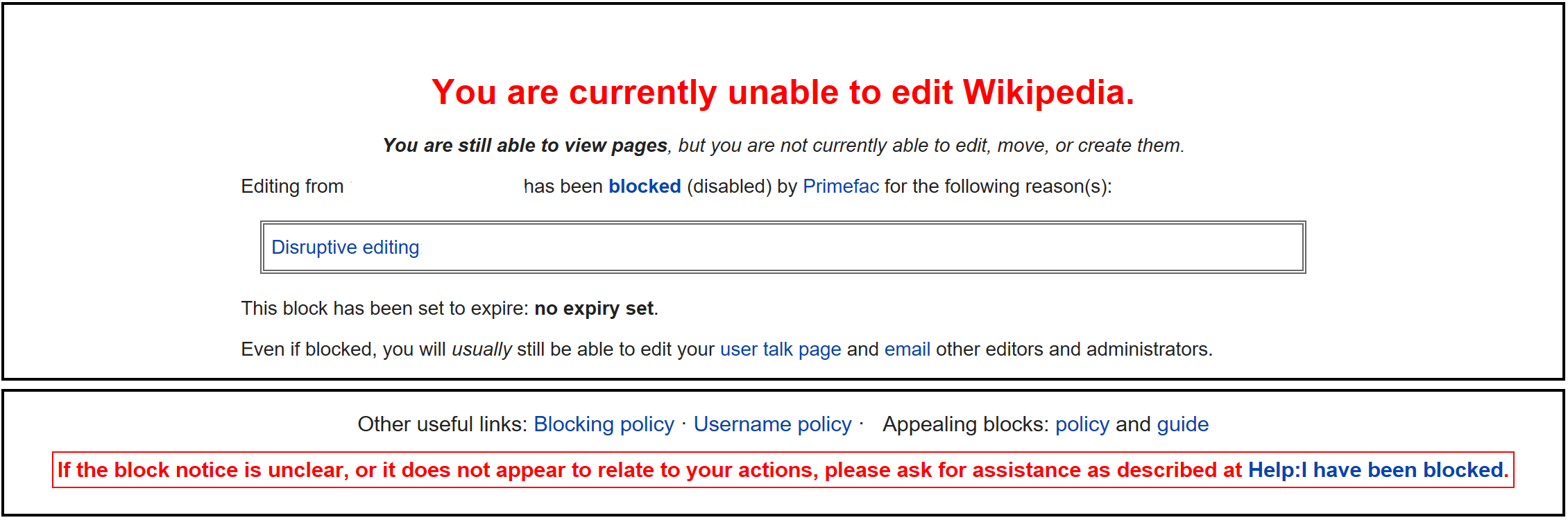
Przykładowy zrzut ekranu - przedstawia komunikat o blokadzie edycji Wikipedii w języku angielskim

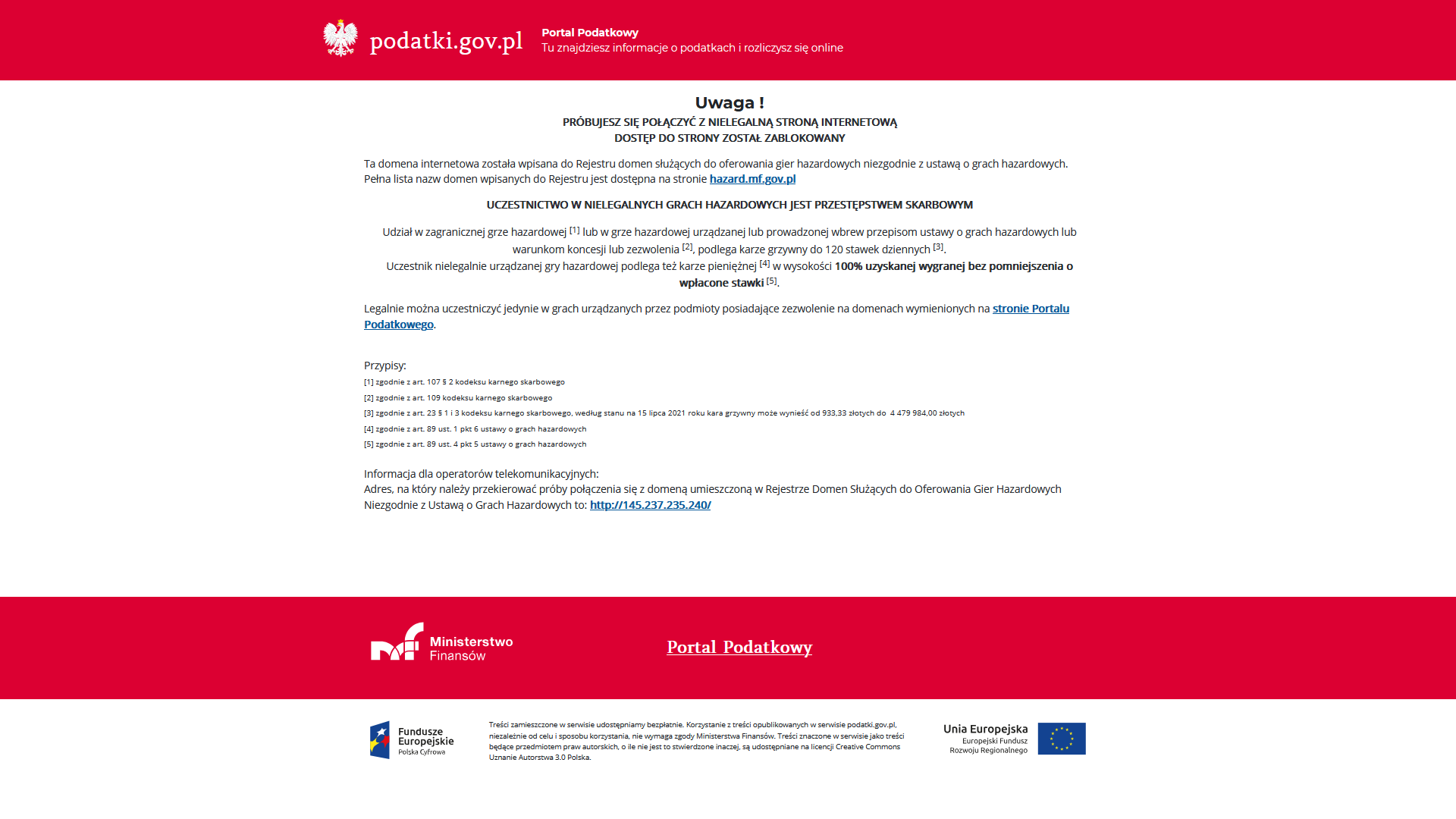
Plansza wyświetlana przy próbie połączenia się ze stroną hazardową zablokowaną w Polsce przez Ministerstwo Finansów.

Ban (ang. ban „zakaz”, to ban „zakazywać” lub pol. „banicja”), blokada – zablokowanie dostępu danego użytkownika do wysokopoziomowej usługi internetowej, na przykład komunikatora czy forum dyskusyjnego.
Bany zakładane są zwykle przez administratorów usług jako reakcja na niepożądane zachowania użytkowników, na przykład wskutek złamania regulaminu usługi, nieprzestrzegania netykiety, prób naruszenia bezpieczeństwa systemu lub ograniczenia jego dostępności (atak DoS). Blokada może odnosić się do konta użytkownika albo do adresów sieciowych, z których korzysta.
Administrator może zablokować dostęp do treści lub możliwości wykonywania określonych działań na swojej witrynie wybranej osobie czy grupie użytkowników. Częste są blokady nakładane na osoby przebywające w konkretnym kraju.
W przypadku blokad na stronach internetowych używanych na konkretne konta użytkownicy również są weryfikowani za pomocą adresu IP lub nazwy użytkownika. Stosowane jest to przykładowo za jakieś przewinienia względem regulaminu strony. Administratorzy i moderatorzy mają możliwość nałożenia całkowitej blokady tymczasowej lub permanentnej na konto czy ograniczenia funkcji dostępnych dla użytkownika np. publikowania nowych postów na forum (nie blokując dostępu do odczytywania treści).

## Obejście ograniczeń
Ominięcie tego typu blokady możliwe jest przy użyciu usług nazywanych VPN, które w uproszczeniu przepuszcza ruch sieciowy z komputera użytkownika przez serwery w odległym kraju, a następnie łączy się ze stroną docelową. Dzięki temu możliwe jest odwiedzenie witryn normalnie niedostępnych.

## Ban a fora internetowe
Na forach internetowych, zależnie od sposobu ich funkcjonowania, może istnieć kilka różnych rodzajów banowania – często możliwe są bany czasowe (np. godzinne) oraz stałe (permanentne), a w pewnych sytuacjach ograniczone może być tylko pisanie lub edytowanie postów (z zachowaniem możliwości odczytu); można również otrzymać ostrzeżenie (ang. warn). Administrator lub moderator forum ma prawo dać ostrzeżenie za niewłaściwe zachowanie na forum, może również zabronić użytkownikowi pisania na forum. Na większości forów, kiedy użytkownik otrzymuje trzy ostrzeżenia, zostaje zbanowany. Wiele forów internetowych ma własny, czasem arbitralny regulamin banowania, który, oprócz kwestii wymienionych we wcześniejszej sekcji, może zabraniać np. posiadania dwóch kont przez jednego użytkownika (dla jednego adresu IP)

## Ban a IRC
W odniesieniu do technologii IRC, termin ten ma węższe znaczenie: odnosi się tylko do wykluczenia użytkownika z pojedynczego kanału dyskusyjnego. Takiej operacji może dokonać każdy użytkownik, który posiada status operatora na danym kanale. Blokady przyznawane przez administratorów, które pozbawiają całkowicie dostępu do serwera IRC, noszą nazwę K-line. Blokada całej sieci to G-line.

## Przykłady blokad
- Chiny – strony informacyjne np. Voice of America, BBC, portale społecznościowe: Facebook, Instagram, Twitter, Youtube i inne jak: Wikileaks, Pinterest, strony powiązane z rządem Tajwanu.
- Polska – ograniczenia regionalne przy radiu internetowym Pandora, ograniczenie dostępu do wielu stron hazardowych (umieszonych w jawnym rejestrze prowadzonym przez ministra właściwego do spraw finansów publicznych)[1].
- Stany Zjednoczone – ustawa o ochronie dzieci w Internecie (ang. The Children's Internet Protection Act) wymaga, aby szkoły, które otrzymują dotacje od rządu federalnego instalowały oprogramowanie blokujące treści obsceniczne, pornografię i w stosownych przypadkach treści „szkodliwe dla nieletnich”. W Stanach Zjednoczonych od maja 2018 część gazet internetowych jest blokowana odbiorcom z Unii Europejskiej w związku z wejściem w życie ogólnego rozporządzenia o ochronie danych osobowych[2].
- Wielka Brytania – gdzie wiele stron jest blokowanych przez dostawcę internetu ze względu na przykładowo pojawienie się alkoholu czy używek na stronach, a strony udostępniające nielegalne programy i media: The Pirate Bay, Kickass Torrent, Putlocker[3].